# Schweizer Parlamentswahlen 1935/Resultate Nationalratswahlen
Die Nationalratswahlen der 30. Legislaturperiode fanden am 27. Oktober 1935 statt. Auf dieser Seite findet sich eine Übersicht über die Resultate in den Kantonen (Parteien, Stimmen, Wähleranteil, Sitze, Gewählte).